# マイク・シェロン
マイケル・ナイジェル・シェロン（英語: Michael Nigel Sheron、1972年1月11日 - ）は、イングランドの元サッカー選手、現サッカー指導者。選手時代のポジションはFW。

## クラブ歴
マンチェスター・シティFCの下部組織出身でトップチームに昇格。1991年3月にベリーFCに期限付き移籍し選手初出場を記録した。
1991-92シーズンにマンチェスター・シティに復帰し、このシーズンにナイアル・クインとのコンビで29試合7得点の結果を残した。翌1992-93シーズンには14得点を記録している。しかし1994年3月にポール・ウォルシュ、ウーヴェ・レスラーが加入すると出場機会が漸減、同年8月に100万ポンドでノリッジ・シティFCに移籍した。
ノリッジ・シティでは怪我に泣かされリーグ戦僅か2得点に終わった。
1995年10月にキース・スコットとの交換でストーク・シティFCに移籍。71試合でスターティングメンバーとなり39得点を記録した。
1997年夏にクイーンズ・パーク・レンジャーズFCに275万ポンドで移籍。しかし1年半ほど経つとクラブの財政危機が顕在化、高給取りであった彼はバーンズリーFCに150万ポンドで売却された。
バーンズリーでは4年在籍し、彼のサッカー人生の中で最も出場したクラブとなった。
その後はブラックプールFCに移籍し、EFLトロフィーのタイトルを獲得。
以降は下部リーグのマクルズフィールド・タウンFC、シュルーズベリー・タウンFC、ウォリントン・タウンFCに在籍し引退した。

## 指導歴
引退後はマンチェスター・シティの下部組織で指導者としての一歩を踏み出した。その後、バリーに移籍。
オールダム・アスレティックAFCで1年働いたのち、リヴァプールFCの下部組織、ロザラム・ユナイテッドFCの下部組織と渡り歩いた。
2015年3月にブラックバーン・ローヴァーズFCの下部組織に加入。2019年8月にU-18の監督となった。